# Jaroslav Štork
Jaroslav Štork, także Žofka (ur. 3 kwietnia 1909 w Valy, zm. 12 listopada 1980 w Brnie) – czechosłowacki lekkoatleta, chodziarz.
Podczas igrzysk olimpijskich w Berlinie (1936) zajął 4. miejsce w chodzie na 50 kilometrów.
Nie ukończył chodu na tym dystansie podczas mistrzostw Europy w Paryżu (1938). 
Reprezentował klub Sparta Praga.

## Rekordy życiowe
- chód na 50 kilometrów – 4:34:00 (1936)